# Anastoechus bangalorensis
Anastoechus bangalorensis är en tvåvingeart som beskrevs av Kapoor och Agarwal 1978. Anastoechus bangalorensis ingår i släktet Anastoechus och familjen svävflugor. Inga underarter finns listade i Catalogue of Life.